# Port Royal (Giamaica)
Port Royal è stato il principale centro di commercio marittimo della Giamaica nel XVII secolo. In quel periodo acquisì la reputazione di essere "la città più ricca e malfamata al mondo". Era famosa per la vistosa ostentazione della ricchezza e per i costumi dissoluti, era un centro dove pirati e corsari investivano o spendevano tutti i loro averi. Durante il XVII secolo, gli Inglesi incoraggiarono, e in alcuni casi pagarono, i bucanieri di stanza a Port Royal ad attaccare le spedizioni navali spagnole e francesi.

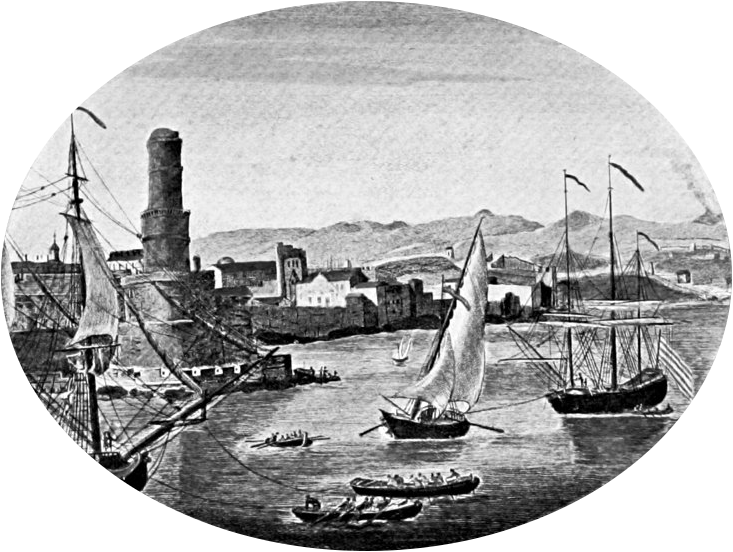
Immagine dell'antica Port Royal

Il 7 giugno 1692, un terremoto distrusse Port Royal, provocando l'inabissamento di due terzi della città nel Mar dei Caraibi. Oggi la città è sommersa  da 8 m di acqua. È considerata il più importante sito archeologico sottomarino nell'emisfero occidentale, possedendo tesori provenienti dalle razzie spagnole nel Guatemala ed essendo numerose le navi, anche pirata, che nel corso dei secoli sono affondate nella baia con il carico trasportato.
Dopo tale disastro naturale, il suo ruolo commerciale fu assunto dalla città di Kingston. Un progetto pionieristico prevede lo sfruttamento turistico della città sommersa, come meta di crociere e la realizzazione, inizialmente prevista per il 2015-16, di un museo e ristorante con vista sottomarina.

## Colonizzazione di Port Royal
Port Royal era situata all'estremità occidentale del tombolo che protegge la baia di Kingston. Fondata come fortificazione spagnola, divenne possesso inglese nel 1655. Nel 1659 il forte era circondato da duecento edifici tra case, negozi e magazzini.
Nel periodo compreso tra la conquista inglese dell'isola (1655) e il terremoto che distrusse la città (1692), Port Royal fu la capitale de facto della Giamaica; dopo il 1692, Spanish Town assunse il suo ruolo, finché la sede del Governo non fu trasferita a Kingston nel 1872.

## La pirateria a Port Royal
Diverse caratteristiche della città, risultarono accattivanti per gli scopi della pirateria. Port Royal era situata lungo le rotte di navigazione da e verso la Spagna e il Panama e questa vicinanza forniva ai pirati un facile accesso alle loro prede. La baia era sufficientemente vasta da fornire protezione ai velieri che necessitavano di manutenzione ed era una posizione ottimale da cui lanciare attacchi agli insediamenti spagnoli. Da Port Royal, Henry Morgan attaccò Panama, Portobelo e Maracaibo. Roc Brasiliano ed Edward Mansvelt (Mansfield) utilizzarono Port Royal per le loro azioni di pirateria.
Poiché gli Inglesi mancavano di truppe sufficienti a difendere la città da Spagnoli e Francesi, i Governatori della Giamaica a volte si rivolgevano ai pirati.
Intorno al 1660, la città si era guadagnata la reputazione della Sodoma del Nuovo Mondo, dove la maggior parte dei residenti erano pirati, tagliagole o prostitute. Quando Charles Leslie scrisse la sua storia della Giamaica, incluse una descrizione dei pirati di Port Royal:
Port Royal crebbe fino a diventare una delle due città più grandi e il porto economicamente più importante delle colonie inglesi. All'apice del suo successo, in città era presente un'osteria ogni dieci abitanti. Nel luglio del 1661, furono rilasciate quaranta licenze per aprire una taverna. Durante il ventennio che terminò nel 1692, vissero in città circa 6500 persone. Furono censiti in città quattro orafi, quarantaquattro tavernieri e una varietà di artigiani e mercanti che vivevano in duecento edifici stipati in 51 acri (206.000 m²). Duecentotredici navi sostarono nel porto nel 1688. Alla abituale forma di baratto di beni in cambio di servizi, in città si preferiva fare ricorso a monete.
In seguito alla nomina a governatore di Henry Morgan, Port Royal incominciò a mutare.
Non c'era più la necessità che i pirati la difendessero; il commercio degli schiavi assunse una maggiore importanza, mentre i cittadini più dignitosi incominciarono a disprezzare la reputazione che aveva acquisito. Nel 1687, la Giamaica approvò una legge anti-pirateria. Da porto franco per i pirati, Port Royal divenne famosa come il luogo della loro esecuzione. Charles Vane e Calico Jack furono impiccati nel 1720 a Gallows Point. Due anni dopo, quarantuno pirati furono uccisi in un solo mese.

## Il terremoto del 1692 e le sue conseguenze
Il 7 giugno 1692 un terremoto devastante colpì Port Royal e lo spuntone sabbioso su cui la città era costruita sprofondò nella baia di Kingston. Il livello freatico era generalmente soltanto 2 metri al di sotto della superficie. Il terremoto generò un maremoto con tre onde anomale, che erosero progressivamente il tombolo e, in poco tempo, la maggior parte della città si trovò permanentemente sotto il livello del mare, sebbene ancora sufficientemente intatta da permettere ai moderni archeologi l'individuazione di siti ben conservati. Il terremoto e il maremoto che lo seguì uccisero complessivamente tra le mille e le tremila persone, più della metà della popolazione. Si stima che le malattie che si diffusero in modo incontrollato nei mesi seguenti, portarono alla morte altre duemila persone.
Quando la notizia si diffuse, affiancata, nella mente dei contemporanei, alla reputazione di città peccaminosa, in molti credettero che la distruzione di Port Royal per opera del terremoto fosse una "punizione di Dio".
Furono compiuti alcuni tentativi di ricostruzione, incominciando da quanto non era stato sommerso, ma incontrarono altri disastri. Un primo tentativo fu nuovamente distrutto nel 1703 da un incendio. Le successive ricostruzioni furono intralciate da diversi uragani nella prima meta del XVIII secolo, e presto Kingston eclissò Port Royal in importanza.
Una nuova città di Port Royal fu costruita vicino alla vecchia Port Royal e divenne il principale comando delle forze navali britanniche nel Mar dei Caraibi.

## Storia recente
Il 14 gennaio 1907 un nuovo e definitivo terremoto ha colpito Port Royal, ne ha distrutto la maggior parte e ha causato lo sprofondamento in mare di un'altra porzione del tombolo su cui sorgeva la città, sommergendone ulteriori porzioni.
Oggi l'area è un'ombra dell'antica grandezza, con una popolazione di meno di duemila abitanti e poca o nulla influenza commerciale o politica. L'area, comunque meta di turismo, è in stato di abbandono. Il governo della Giamaica ne ha recentemente stabilito il recupero.

## Port Royal nella cultura contemporanea
Port Royal, come altre località che si affacciano sul Mar dei Caraibi (Cartagena, Portobelo, l'isola di Tortuga), è ancora associata nell'immaginario collettivo alla pirateria del XVII secolo e spesso compare in produzioni cinematografiche e televisive di genere.
Numerose scene della saga cinematografica Pirati dei Caraibi sono ambientate nella città di Port Royal ai tempi del suo splendore economico. La località è anche utilizzata nella serie videoludica di Port Royale e nei due seguiti: Port Royale 2: Impero e pirati e Port Royale 3: Pirates & Merchants.
Il gruppo metal tedesco Running Wild ha dedicato alla località caraibica un album omonimo con titletrack; essa riappare inoltre in altre canzoni della band.